# サン・マルコ海兵旅団

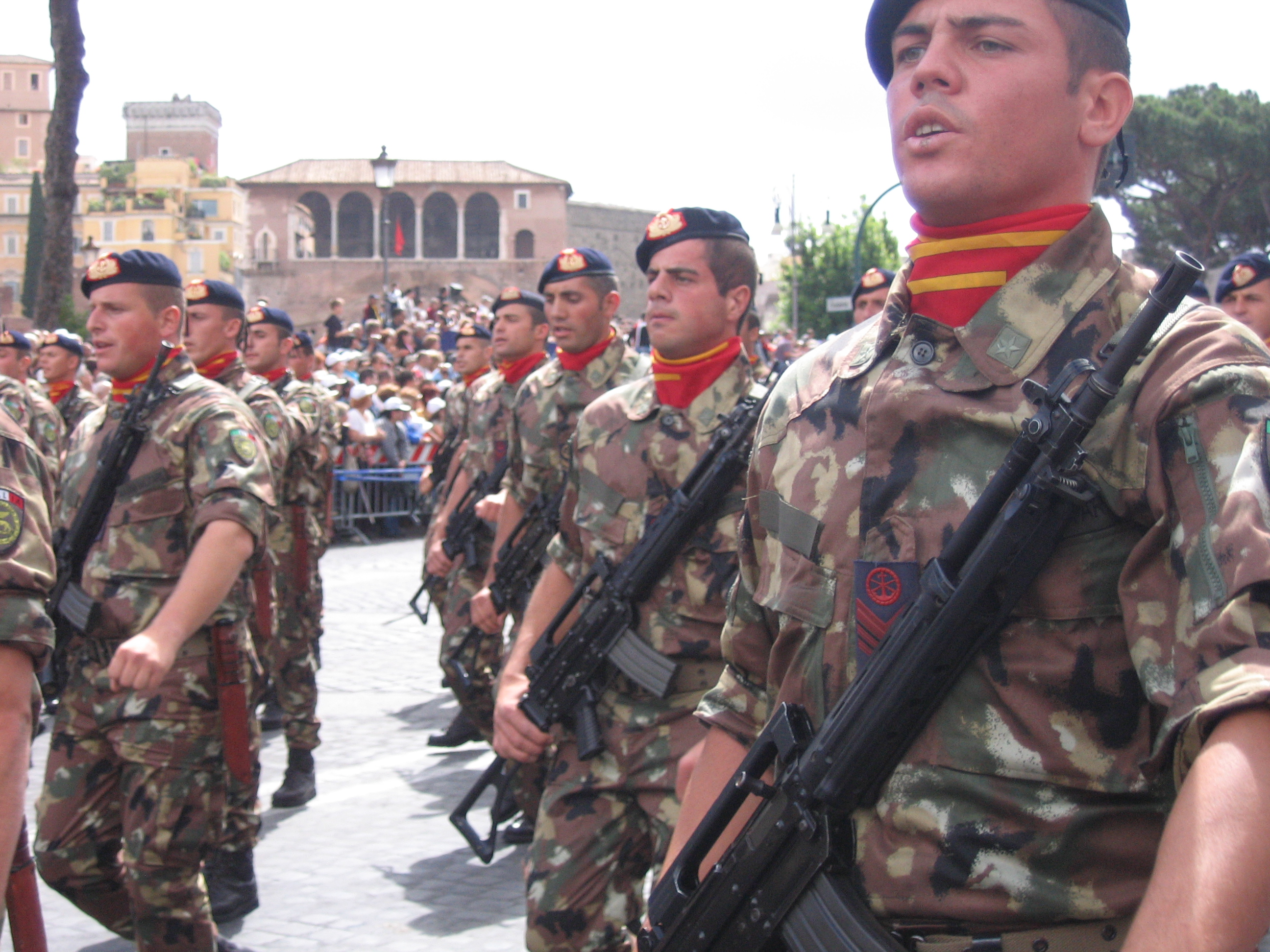
サン・マルコ連隊の隊員

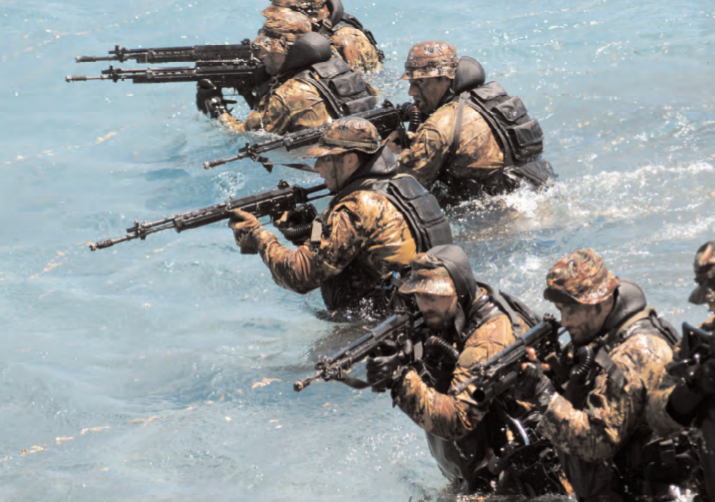
サン・マルコ海兵旅団の兵士

サン・マルコ海兵旅団（イタリア語：Brigata Marina "San Marco"）は、2013年に新設されたイタリア海軍における水陸両用部隊の統合旅団。プッリャ州ブリンディジに旅団司令部を置き、海軍少将が旅団長を務める。

## 概要
サン・マルコ海兵旅団は、1713年に創設されたサン・マルコ連隊 (Reggimento San Marco) を中核のサン・マルコ第1連隊 (1° Reggimento San Marco) とする。サン・マルコ連隊はリッサ海戦などオーストリア帝国との戦いや二度の世界大戦や第二次エチオピア戦争に投入され、冷戦以降はソマリア内戦、ボスニア・ヘルツェゴビナ紛争、アフガニスタン紛争、イラク戦争への派遣実績があった。
現在は第1連隊以外に海上阻止行動に特化した第2連隊、防護大隊を保有する第3連隊、カオルレの訓練大隊、上陸用舟艇部隊で編成されている。

## 編成
- 旅団司令部 - （プッリャ州ブリンディジ）
  - 司令部付隊
- 指揮通信支援大隊
  - 偵察中隊
  - 情報中隊
  - 技術支援中隊
- サン・マルコ海兵第1連隊 - （プッリャ州ブリンディジ）
  - 連隊本部
    - 本部付隊
    - 通信中隊
    - 空挺潜水中隊
    - HUMINT小隊
    - 2個支援兵科連絡小隊

  - 第1強襲大隊 - （フリウリ＝ヴェネツィア・ジュリア州グラード）
    - 大隊本部
    - 第1強襲中隊
    - 第2強襲中隊
    - 第1火力支援中隊

  - 第2強襲大隊 - （ヴェネト州ヴェネツィア）
    - 大隊本部
    - 第3強襲中隊
    - 第4強襲中隊
    - 第2火力支援中隊

  - 第3戦闘支援大隊
    - 大隊本部
    - 補給中隊
    - 戦術輸送中隊
    - 衛生中隊
- サン・マルコ海兵第2連隊
  - 連隊本部
  - 海上作戦大隊
    - 大隊本部
    - 2個海上作戦中隊

  - 阻止防護大隊
    - 大隊本部
    - 部隊防護中隊
    - 港湾防護中隊
- サン・マルコ海兵第3連隊
  - 連隊本部
  - 北部艦隊防護大隊
    - 大隊本部
    - 艦隊防護中隊 - （リグーリア州ラ・スペツィア）

  - 中部艦隊防護大隊
    - 大隊本部
    - 艦隊防護中隊 - （ラツィオ州ローマ）

  - 南部艦隊防護大隊
    - 大隊本部
    - 艦隊防護中隊 - （プッリャ州ブリンディジ）
    - 艦隊防護中隊 - （プッリャ州ターラント）
    - 艦隊防護中隊 - （シチリア州アウグスタ）

  - 第1儀仗中隊
  - 国家非常事態中隊
- カオルレ訓練大隊 - （ヴェネト州カオルレ）
  - 大隊本部
  - 編成中隊
  - 専門教育中隊
- 上陸用舟艇群

## 主要幹部
| 代 | 氏名                                                           | 在職期間                        |
| -- | -------------------------------------------------------------- | ------------------------------- |
| 01 | パスクァーレ・グェルラ ("Pasquale Guerra")                     | 2012年02月06日 - 2014年11月19日 |
| 02 | ロサリオ・ワルテル・グエリッシ ("Rosario Walter Guerrisi")     | 2014年11月20日 - 2016年10月02日 |
| 03 | チェーザレ・ブルーノ・ペトラグナニ ("Cesare Bruno Petragnani") | 2016年10月03日 -                |

## 主要装備
- アリゲーター水陸両用強襲車（イタリア語版）
- AAV7A1水陸両用強襲車
- M106 自走107mm迫撃砲
- イヴェコ LMV軽装輪装甲車
- イヴェコ VM90 Torpedo多用途車（英語版）
- アストラ SM44.31 ACTL（イタリア語版）
- ベレッタ 92FS拳銃
- H&K MP5A3短機関銃
- ベレッタ SC 70/90小銃（イタリア語版）
- コルト M4カービン小銃
- FN ミニミ軽機関銃
- ラインメタルMG42/59汎用機関銃
- ブローニングM2重機関銃
- H&K MSG90狙撃銃
- アキュラシー・インターナショナル アークティク・ウォーフェア狙撃銃
- バレットM82対物狙撃銃
- マクミラン M-87対物狙撃銃
- パンツァーファウスト3携帯対戦車弾
- ミラン対戦車ミサイル
- BGM-71 TOW 2対戦車ミサイル
- FIM-92 スティンガー携帯式地対空ミサイル
- ブレダ 81mm迫撃砲
- 120mm迫撃砲 RT

## リンク
- サン・マルコ連隊のホームページ
- Italian Marines at Avalanche Press